# Чемпионат Европы по футболу 2002 среди юношей до 19 лет
Чемпионат Европы по футболу 2002 среди юношей до 19 лет стал первым розыгрышем чемпионата Европы по футболу среди юношей в возрасте до 19 лет и 51-м, если учитывать все юношеские чемпионаты. Ранее, с 1948 и по 2001 год, проводились турниры для игроков до 18 лет. Чемпионат прошёл в Норвегии в период с 21 июля по 28 июля 2002 года. В этом турнире имели право принимать участие игроки, родившиеся после 1 января 1983 года.
Финальный турнир проходил на семи стадионах, расположенных в семи городах — Берум, Драммен, Хёнефосс, Конгсвингер, Лиллестрём, Мосс и Осло.
Чемпионом стала сборная Испании, обыгравшая в финале Германию со счётом 1:0. Бронзовые медали получила Словакии, победившая сборную Ирландии со счётом 2:1. Для Испании эта победа стала 4-й в истории всех турниров среди игроков до 18 и 19 лет. Лучшим игроком был назван испанец Фернандо Торрес, также ставший с четырьмя голами лучшим бомбардиром турнира. Три лучшие команды из каждой группы получили право сыграть на молодёжном чемпионате мира по футболу в 2003 году. Француженка Нелли Вьенно, отработав в качестве помощника судьи во время матча Норвегия — Словакия 21 июля 2002 года, стала первой женщиной-судьёй в мужских футбольных турнирах УЕФА среди национальных сборных.

## Квалификация

Команды-финалисты 2002 UEFA European Under-19 Championship

Отборочный турнир к финальной части Чемпионата Европы по футболу 2002 года состоял из двух раундов. В предварительном раунде, который проходил в период с августа по ноябрь 2001 года 50 национальных команд, разделённых на 14 групп (шесть групп по три команды и восемь групп по четыре команды), оспаривали выход во второй раунд в круговой системе мини-турниров, проводимых одной из стран-участниц. Победители групп вышли во второй раунд, где они были поделены на пары и играли друг с другом по два матча, дома и в гостях, в период с марта по май 2002 года. Победители второго раунда вышли в финальный турнир. Норвегия автоматически попала в финальную часть на правах хозяина турнира.
Восемь команд, участников финального турнира:
| Сборная  | Квалификация              |
| -------- | ------------------------- |
| Норвегия | Хозяева                   |
| Бельгия  | Победитель второго раунда |
| Чехия    | Победитель второго раунда |
| Англия   | Победитель второго раунда |
| Испания  | Победитель второго раунда |
| Германия | Победитель второго раунда |
| Ирландия | Победитель второго раунда |
| Словакия | Победитель второго раунда |

## Стадионы
Финальный турнир проходил на семи стадионах, расположенных в семи городах Норвегии:
| Хёнефосс           | Хёнефосс Конгсвингер Драммен Мосс Берум Лиллестрём ОслоЧемпионат Европы по футболу 2002 среди юношей до 19 лет, Норвегия | Конгсвингер         |
| АКА Арена          | Хёнефосс Конгсвингер Драммен Мосс Берум Лиллестрём ОслоЧемпионат Европы по футболу 2002 среди юношей до 19 лет, Норвегия | Емселунд            |
| Вместимость: 4.000 | Хёнефосс Конгсвингер Драммен Мосс Берум Лиллестрём ОслоЧемпионат Европы по футболу 2002 среди юношей до 19 лет, Норвегия | Вместимость: 2.750  |
|                    | Хёнефосс Конгсвингер Драммен Мосс Берум Лиллестрём ОслоЧемпионат Европы по футболу 2002 среди юношей до 19 лет, Норвегия |                     |
| Драммен            | Хёнефосс Конгсвингер Драммен Мосс Берум Лиллестрём ОслоЧемпионат Европы по футболу 2002 среди юношей до 19 лет, Норвегия | Мосс                |
| Марьенлист         | Хёнефосс Конгсвингер Драммен Мосс Берум Лиллестрём ОслоЧемпионат Европы по футболу 2002 среди юношей до 19 лет, Норвегия | Меллос              |
| Вместимость: 8.935 | Хёнефосс Конгсвингер Драммен Мосс Берум Лиллестрём ОслоЧемпионат Европы по футболу 2002 среди юношей до 19 лет, Норвегия | Вместимость: 10.000 |
|                    | Хёнефосс Конгсвингер Драммен Мосс Берум Лиллестрём ОслоЧемпионат Европы по футболу 2002 среди юношей до 19 лет, Норвегия |                     |
| Берум              | Лиллестрём | Осло                |
| Неддеруд           | Оросен | Уллевол             |
| Вместимость: 7.000 | Вместимость: 12.250 | Вместимость: 27.200 |
|                    | |                     |

## Судьи
УЕФА назвал шесть судей финального турнира. В их число попали Эдо Трифкович (Хорватия), Стен Кальдма (Эстония), Георгиос Каснаферис (Греция), Эмил Божиновски (Македония), Пауло Коста (Португалия) и Дарко Чеферин (Словения).

## Групповой этап
8 команд были поделены на 2 группы по 4 команды. Победители групп вышли в финал и разыграли золотые медали. Команыд, занявшие вторые места в группах, оказались в утешительном финале, где разыграли третье место. Три лучшие команды из каждой группы попали на молодёжный чемпионат мира 2003.
| Условные обозначения                                                                            |
| ----------------------------------------------------------------------------------------------- |
| Вышли в финал, разыграли золотые медали и попали на молодёжный чемпионат мира 2003              |
| Попали в утешительный финал, разыграли третье место, и попали на молодёжный чемпионат мира 2003 |
| Попали на молодёжный чемпионат мира 2003                                                        |

### Группа А
| Команда  | И | В | Н | П | М      | ±  | О |
| -------- | - | - | - | - | ------ | -- | - |
| Испания  | 3 | 2 | 1 | 0 | 7 — 2  | +5 | 7 |
| Словакия | 3 | 2 | 0 | 1 | 11 — 6 | +5 | 6 |
| Чехия    | 3 | 1 | 1 | 1 | 4 — 6  | -2 | 4 |
| Норвегия | 3 | 0 | 0 | 3 | 1 — 9  | -8 | 0 |

| 21 июля 2002 18:00 CET | \| Норвегия \| 1:5 (0:2) Отчёт \| Словакия \| \| Гриндхайм 90′ (пен.) \| Голы \| Курты 28′ · Шебо 37′ · Конечны 59′ · Лабун 75′ · Юрко 86′ \| | «Емселунд», Конгсвингер · Судья: ГрецияГеоргиос Каснаферис |
| Норвегия               | 1:5 (0:2) Отчёт | Словакия                                                   |
| Гриндхайм 90′ (пен.)   | Голы | Курты 28′ · Шебо 37′ · Конечны 59′ · Лабун 75′ · Юрко 86′  |

| 21 июля 2002 18:00 CET | \| Испания \| 1:1 (0:0) Отчёт \| Чехия \| \| Иньеста 63′ \| Голы \| Сверкош 78′ \| | «Меллос», Мосс · Судья: Словения Дарко Чеферин |
| Испания                | 1:1 (0:0) Отчёт                                                                    | Чехия                                          |
| Иньеста 63′            | Голы                                                                               | Сверкош 78′                                    |

| 23 июля 2002 18:00 CET | \| Норвегия \| 0:3 (0:1) Отчёт \| Испания \| \| \| Голы \| Рейес 22′, 68′ · Торрес 54′ \| | «АКА Арена», Хёнефосс · Судья: Северная Македония Эмил Божиновски |
| Норвегия               | 0:3 (0:1) Отчёт                                                                           | Испания                                                           |
|                        | Голы                                                                                      | Рейес 22′, 68′ · Торрес 54′                                       |

| 23 июля 2002 18:00 CET                                        | \| Словакия \| 5:2 (2:2) Отчёт \| Чехия \| \| Жофчак 16′ · Галенар 33′ (пен.) · Шебо 46′, 65′ · Слобода 87′ \| Голы \| Форжт 21′ (пен.) · Досудил 62′ \| | «Оросен», Лиллестрём · Судья: Португалия Пауло Коста |
| Словакия                                                      | 5:2 (2:2) Отчёт | Чехия                                                |
| Жофчак 16′ · Галенар 33′ (пен.) · Шебо 46′, 65′ · Слобода 87′ | Голы | Форжт 21′ (пен.) · Досудил 62′                       |

| 25 июля 2002 18:00 CET | \| Чехия \| 1:0 (1:0) Отчёт \| Норвегия \| \| Рада 4′ \| Голы \| \| | «Неддеруд», Берум · Судья: Эстония Стен Кальдма |
| Чехия                  | 1:0 (1:0) Отчёт                                                     | Норвегия                                        |
| Рада 4′                | Голы                                                                |                                                 |

| 25 июля 2002 18:00 CET | \| Словакия \| 1:3 (1:1) Отчёт \| Испания \| \| Чех 6′ \| Голы \| Серхио Гарсия 15′ · Торрес 65′, 90+1′ \| | ««Марьенлист»», Драммен · Судья: Хорватия Эдо Трифкович |
| Словакия               | 1:3 (1:1) Отчёт                                                                                            | Испания                                                 |
| Чех 6′                 | Голы | Серхио Гарсия 15′ · Торрес 65′, 90+1′                   |

### Группа B
| Команда  | И | В | Н | П | М     | ±  | О |
| -------- | - | - | - | - | ----- | -- | - |
| Германия | 3 | 2 | 1 | 0 | 8 — 4 | +4 | 7 |
| Ирландия | 3 | 2 | 0 | 1 | 5 — 6 | -1 | 6 |
| Англия   | 3 | 0 | 2 | 1 | 6 — 1 | -1 | 2 |
| Бельгия  | 3 | 0 | 1 | 2 | 3 — 5 | -2 | 1 |

| 22 июля 2002 18:00 CET          | \| Англия \| 3:3 (2:1) Отчёт \| Германия \| \| Эштон 9′ · Томас 30′ · Коул 73′ \| Голы \| Фольц 4′ · Лам 90′ · Ханке 90+3′ \| | «Наддеруд», Берум · Судья: Хорватия Эдо Трифкович |
| Англия                          | 3:3 (2:1) Отчёт | Германия                                          |
| Эштон 9′ · Томас 30′ · Коул 73′ | Голы | Фольц 4′ · Лам 90′ · Ханке 90+3′                  |

| 22 июля 2002 18:00 CET | \| Бельгия \| 1:2 (0:1) Отчёт \| Ирландия \| \| Блондель 51′ \| Голы \| Дейли 26′ (пен.), 69′ \| | «Марьенлист», Драммен · Судья: Эстония Стен Кальдма |
| Бельгия                | 1:2 (0:1) Отчёт                                                                                  | Ирландия                                            |
| Блондель 51′           | Голы                                                                                             | Дейли 26′ (пен.), 69′                               |

| 24 июля 2002 18:00 CET | \| Англия \| 1:1 (0:0) Отчёт \| Бельгия \| \| Эштон 75′ \| Голы \| Янссенс 82′ \| | «Емселунд», Конгсвингер · Судья: Словения Дарко Чеферин |
| Англия                 | 1:1 (0:0) Отчёт                                                                   | Бельгия                                                 |
| Эштон 75′              | Голы                                                                              | Янссенс 82′                                             |

| 24 июля 2002 18:00 CET                | \| Германия \| 3:0 (1:0) Отчёт \| Ирландия \| \| Ритер 22′ · Троховски 57′ · Ханке 79′ \| Голы \| \| | «Меллос», Мосс · Судья: Греция Георгиос Каснаферис |
| Германия                              | 3:0 (1:0) Отчёт                                                                                      | Ирландия                                           |
| Ритер 22′ · Троховски 57′ · Ханке 79′ | Голы                                                                                                 |                                                    |

| 26 июля 2002 18:00 CET                    | \| Ирландия \| 3:2 (0:2) Отчёт \| Англия \| \| Дейли 54′ (пен.) · Пэйсли 73′ · Келли 74′ \| Голы \| Картер 11′ · Эштон 45′ (пен.) \| | «АКА Арена», Хёнефосс · Судья: Португалия Пауло Коста |
| Ирландия                                  | 3:2 (0:2) Отчёт | Англия                                                |
| Дейли 54′ (пен.) · Пэйсли 73′ · Келли 74′ | Голы | Картер 11′ · Эштон 45′ (пен.)                         |

| 26 июля 2002 18:00 CET  | \| Германия \| 2:1 (1:1) Отчёт \| Бельгия \| \| Фольц 36′ · Одонкор 72′ \| Голы \| Вандерберг 32′ \| | «Оросен», Лиллестрём · Судья: Северная Македония Эмил Божиновски |
| Германия                | 2:1 (1:1) Отчёт                                                                                      | Бельгия                                                          |
| Фольц 36′ · Одонкор 72′ | Голы                                                                                                 | Вандерберг 32′                                                   |

## Финал

### Матч за 3-е место
| 28 июля 2002 13:00 CET | \| Словакия \| 2:1 (0:0) Отчёт \| Ирландия \| \| Брушко 56′ · Юрко 75′ \| Голы \| Бреннан 53′ \| | «Уллевол», Осло · Судья: Эстония Стен Кальдма |
| Словакия               | 2:1 (0:0) Отчёт                                                                                  | Ирландия                                      |
| Брушко 56′ · Юрко 75′  | Голы                                                                                             | Бреннан 53′                                   |

### Матч за 1-е место
| 28 июля 2002 20:00 CET | \| Германия \| 0:1 (0:0) Отчёт \| Испания \| \| \| Голы \| Торрес 55′ \| | «Уллевол», Осло · Зрителей: 16 464 · Судья: Словения Дарко Чеферин |
| Германия               | 0:1 (0:0) Отчёт                                                          | Испания                                                            |
|                        | Голы                                                                     | Торрес 55′                                                         |

## Голы забили
4 гола
- Фернандо Торрес

3 гола
| - Дин Эштон | - Джон Дейли | - Филип Шебо |

2 гола
| - Мориц Фольц - Майк Ханке | - Хосе Антонио Рейес | - Роман Юрко |

1 гол
| - Даррен Картер - Карлтон Коул - Джером Томас - Жонатан Блондель - Кевин Ванденберг - Стин Янссенс - Филипп Лам - Давид Одонкор - Саша Ритер - Пётр Троховски | - Стивен Бреннан - Стивен Келли - Стивен Пейсли - Серхио Гарсия - Андрес Иньеста - Кристиан Гриндхайм - Томаш Брушко - Юрай Галенар | - Игор Жофчак - Роман Конечны - Мариан Курты - Томаш Лабун - Томаш Слобода - Марек Чех - Радек Досудил - Томаш Рада - Вацлав Сверкош - Павел Форжт |